# Río Potiribu
El río Potiribu es un río brasileño que atraviesa el estado de Rio Grande do Sul. Desemboca en el río Ijuí,,  pertenece a la Cuenca del Plata  y tiene como principal afluente al río Taboão.